# Liliana Ancalao
Liliana Ancalao (Diadema Argentina, Comodoro Rivadavia, 1961) es una poetisa, escritora y docente argentina considerada una de las voces más reconocidas de la poesía mapuche contemporánea.

## Trayectoria
Nació en Diadema Argentina, un campamento petrolero de Comodoro Rivadavia, provincia del Chubut en 1961. Pertenece a la comunidad mapuche-tehuelche Ñamkulawen asentada en el territorio desde el tiempo de sus bisabuelos. Su madre y su padre nacieron en la posguerra en las reservas que el estado argentino indicó a sus familias: su madre en Cushamen y mi padre en Fitatimen.  "Manzanera ella. Vorogano él, ambos mapuches. Nacieron y se criaron en el campo. A medida que iban naciendo nuevas generaciones, el campo fue quedando chico para alimentar a todos. Sin conocerse aún, ambos vinieron a parar a la ciudad, a Comodoro Rivadavia, vinieron a trabajar y a proyectar el futuro que en el campo no tenían." explica Liliana Ancalao en una entrevista. Tiene cinco hermanos.
Terminó la carrera de Letras en la Universidad Nacional de la Patagonia y trabajó como docente y directora de una escuela pública de la que ya se jubiló (2017). También formó parte de un equipo de investigación que centraría el estudio en algunos aspectos del mapuzüngun, idioma originario mapuche. Durante varios años coordinó el ciclo de Arte Popular en los barrios, recitales de música y poesía. Junto a los trovadores de la región patagónica ha difundido su poesía desde la oralidad.
En el contenido de su obra tematiza a la mujer en el entramado de la naturaleza y la cultura. 

## Publicaciones
- El idioma silenciado (2000) Ensayo
- Tejido con lana cruda (2001) Poemario
- Mujeres a la intemperie-pu zomo wekuntu mew un libro bilingüe tras aprender su lengua materna, el mapuzungun.[2] Fue traducido al inglés por Seth Michelson con el título Women of the Big Sky.[3]

- Küme Miawmi – Andás bien, una compilación de seis ensayos que escribió entre 2005 y 2014. En el prólogo del libro, escribe: “La función de nuestra poesía como actividad actual del pueblo originario mapuche es aportar a la tarea colectiva de devolver la transparencia al territorio. (…) Transparentar es desmitificar, descolonizar, recuperar y resacralizar”.
- Resuello (2018)  reúne el poemario Mujeres a la intemperie (en edición bilingüe castellano-mapuzungun) y los ensayos Andás bien. ISBN: 978-84-17318-09-3[4]

### Antologías
Parte de su obra ha sido incluida en las antologías “Taller de escritores. Lenguas Indígenas de América” (1997, Temuco, Chile), “La memoria iluminada. Poesía mapuche contemporánea” (2007, Málaga, España), “Mamihlapinatapai, poesía de mujeres mapuche, selknam y yámana”, “Escribir en la muralla, poesía política mapuche” (2010, coedición Desde la gente y Centro cultural de la cooperación) y “Kümedungun-kümewirin antología poética de mujeres mapuche siglos XX-XXI” (2011 LOM Ediciones, Chile). “Patagonia, canto y poesía” (2014, compact disc, Registros de cultura, Argentina), “Poética de la Tierra” (2014, Revista Prometeo N°100, Medellín, Colombia),”La frontera Móvil” (2015, Ediciones Carena, Barcelona, España) y “Once poetas argentinos” (2018, editada por IDARTES y la Alcaldía Mayor de Bogotá, programa Libro al Viento, Colombia).
En febrero de 2018 fue portada de la revista “World Literature Today” e invitada especial del programa televisivo ‘Susurros y Altavoz’ (emitido en mayo de 2018 por el Canal Encuentro).
También ha asistido, invitada por la Furman University a ‘First Nations Lectures, Inspired Resistance: The Poetry of Liliana Ancalao and First Nations In Dialogue: Cherokee and Mapuche Perspectives’ en marzo de 2018, en Greenville, Estados Unidos.